# Dipoena atlantica
Dipoena atlantica là một loài nhện trong họ Theridiidae.
Loài này thuộc chi Dipoena. Dipoena atlantica được Arthur Merton Chickering miêu tả năm 1943.